# Hypophthalmichthys molitrix

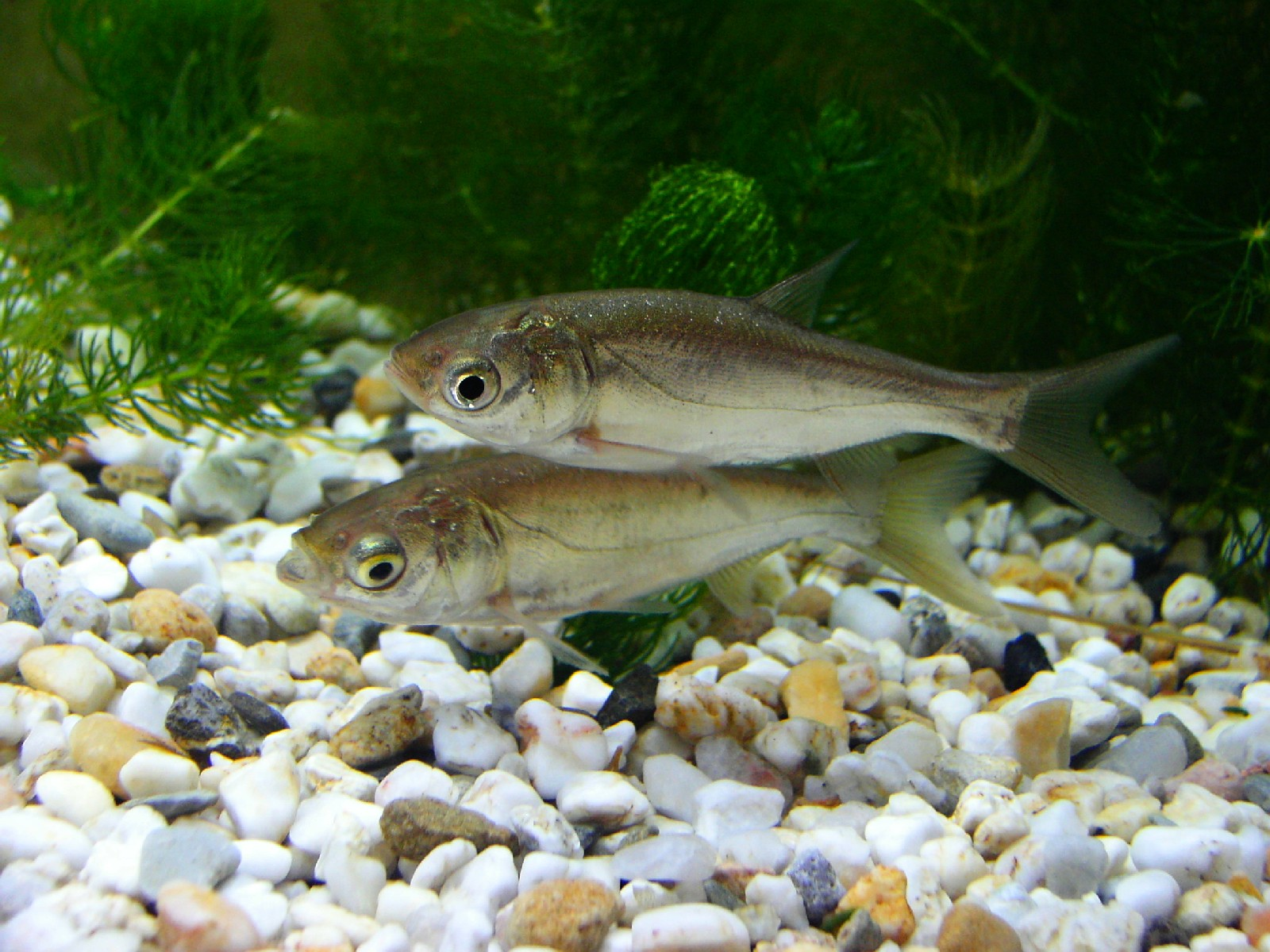
Exemplars immadurs (al voltant dels 10 cm de llargària)

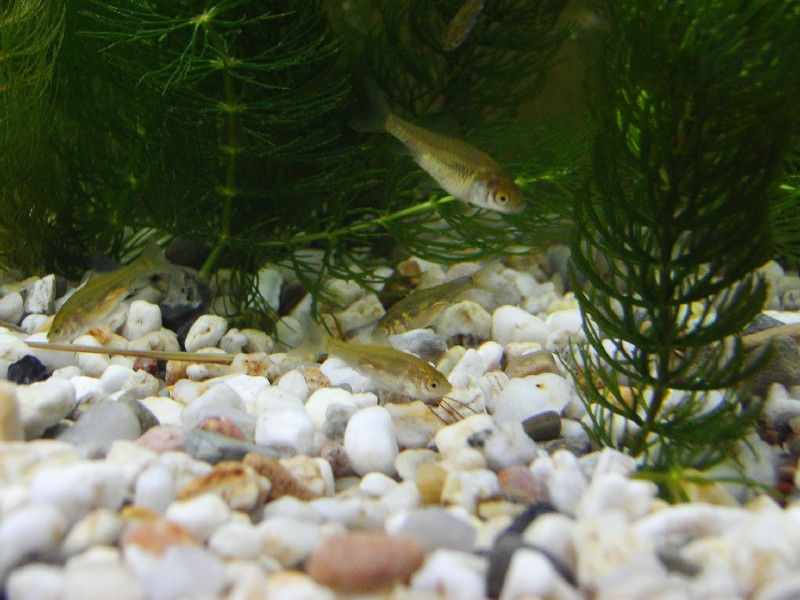
Exemplars de 4 setmanes d'edat i 2 cm de llargària

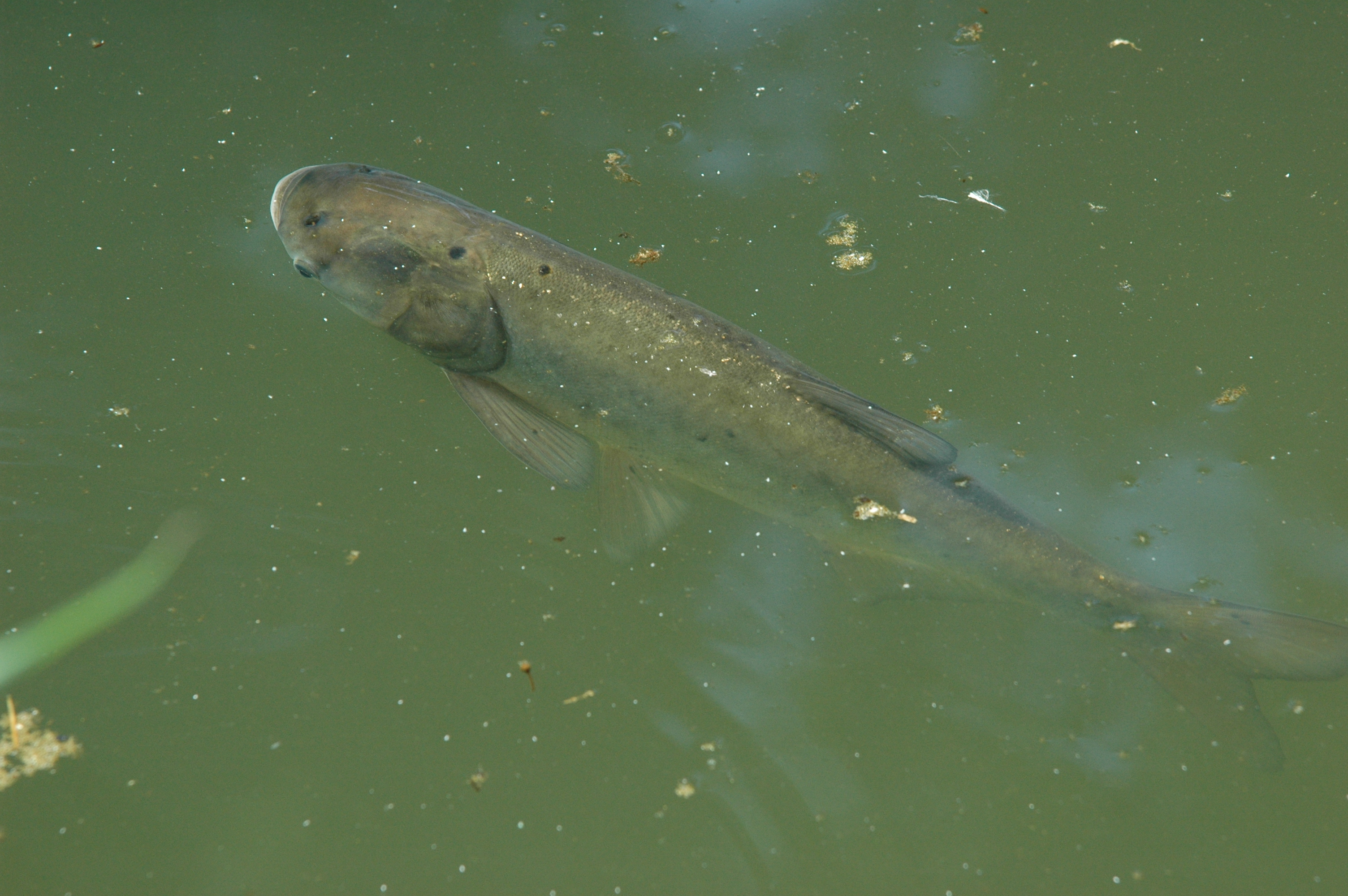
Exemplar adult

Hypophthalmichthys molitrix és una espècie de peix cipriniforme de la família dels ciprínids.
Els mascles poden assolir 105 cm de longitud total i 50 kg de pes.
Les larves i els exemplars immadurs mengen zooplàncton, mentre que a partir dels 15 mm de llargària només es nodreixen de fitoplàncton.
És un peix d'aigua dolça i de clima subtropical (6 °C-28 °C).
Es troba a Àsia: la Xina i la Sibèria oriental, tot i que ha estat introduït arreu del món per controlar la proliferació d'algues i per al consum humà.